# Acanthophrysella pectinata
Genre
Synonymes
- Acanthophrys Loman, 1902 nec A. Milne-Edwards, 1865

Espèce
Synonymes
- Acanthophrys pectinata Loman, 1902

Acanthophrysella pectinata, unique représentant du genre Acanthophrysella, est une espèce d'opilions laniatores de la famille des Assamiidae.

## Distribution
Cette espèce est endémique de Tanzanie. Elle se rencontre dans les monts Ukinga et vers Tanga.

## Description
Acanthophrysella pectinata mesure de 3 à 4 mm.

## Systématique et taxinomie
Cette espèce a été décrite sous le protonyme Acanthophrys pectinata par Loman en 1902. Le nom Acanthophrysella Loman, 1902 étant préoccupé par Acanthophrys A. Milne-Edwards, 1865, il est renommé Acanthophrysella par Strand en 1911.

## Publications originales
- Loman, 1902 : « Neue aussereuropäische Opilioniden. » Zoologische Jahrbücher / Abteilung für Systematik, Ökologie und Geographie der Tiere, vol. 16, no , p. 163–216 (texte intégral).
- Strand, 1911 : « Spinnentiere aus Neuguinea (Opiliones, Psechridae uns Clubionidae) gesammelt von Dr. Schlaghauf. » Zoologische Abhandlungen, Staatliches Museum für Tierkunde in Dresden, vol. 13, no 5, p. 1–16.